# Rinoceront de l'Índia
El rinoceront de l'Índia o rinoceront unicorne de l'Índia (Rhinoceros unicornis) és una espècie de mamífer perissodàctil de la família dels rinoceronts (Rhinocerotidae). És endèmic del subcontinent indi. Es tracta del rinoceront vivent més gros, amb un pes d'entre 2.070 i 2.200 kg en el cas dels mascles adults i uns 1.600 kg en el cas de les femelles adultes. Té la pell gruixuda i de color marró grisenc, amb plecs rosats. Presenta una sola banya, que ateny una llargada de fins a 57,2 cm. Les espatlles i les parts altes de les potes estan cobertes d'excrescències semblants a berrugues. A banda de les pestanyes, els pèls de les orelles i el pinzell de la cua, és un animal del tot glabre.
Es troba al Nepal i al Parc Nacional de Kaziranga, a Assam, a l'Índia. Es troba confinat a les terres d'herba alta i als boscos de l'Himàlaia. Els rinoceronts de l'Índia poden córrer fins als 55 km/h durant un període breu i són excel·lents nedadors. Tenen el sentit de l'olfacte i l'oïda molt desenvolupats. És una de les tres espècies de rinoceronts que existeixen actualment a l'Àsia. Les altres són el rinoceront de Java, amb la qual està estretament emparentada, i el rar rinoceront de Sumatra.

## Característiques
Es tracta d'un animal gros que arriba als 3,65 metres de longitud i als 1,83 metres d'altura a la creu. El pes màxim registrat és de 2.270 kg. Malgrat les seves dimensions i la seva poca estilitzada figura, els rinoceronts indis poden aconseguir velocitats de fins a 56 quilòmetres per hora en trams curts. També són excel·lents nedadors i passen més temps semisubmergits en tolls i llacs que altres rinoceronts, mentre s'alimenten de plantes de ribera. Altres característiques típiques d'aquesta espècie són la pell dividida en plaques a manera de cuirassa i la presència d'una sola banya curta sobre el nas, entre 10 i 61 centímetres. Aquesta és més llarga en els mascles que en les femelles, les quals són també més petites i menys pesants que els mascles.

## Història natural
Les femelles tenen la primera cria després de complir 6 anys, mentre que els mascles arriben a la maduresa sexual als 9 anys. Són animals poc sociables i en general solitaris, encara que toleren la presència d'altres rinoceronts al seu territori. De vegades es mouen en parelles i fins i tot en grups familiars, però el normal és que els mascles només es relacionin amb les femelles quan aquestes els fan saber que desitgen reproduir-se. Després de l'aparellament, les femelles pareixen una sola cria després de 16 mesos de gestació. L'interval entre un naixement i un altre és d'uns 3 anys, temps que la mare dedica a tirar endavant la seva cria. A causa de la seva grandària, els rinoceronts adults són invulnerables als depredadors, però les cries desateses poden caure víctimes del tigre.

## Relacions amb l'ésser humà
El rinoceront de l'Índia fou el primer d'aquest grup que es va conèixer a Occident, ja que fou albirat a la vall de l'Indus (d'on desaparegué posteriorment) per les tropes d'Alexandre Magne. Es creu que va poder influir en la gènesi del mite de l'unicorn, raó per la qual va rebre l'epítet unicornis. Des de sempre ha estat perseguit perquè la seva banya és utilitzada en l'elaboració de mànecs per a dagues rituals a l'Orient Pròxim, així com en la medicina tradicional del sud-est asiàtic i xinesa. En l'actualitat l'espècie corre greu perill d'extinció i només se la pot trobar als parcs nacionals de Kaziranga i Rages, a la província índia d'Assam, i al Parc Nacional Royal Chitawan del Nepal. La seva població a inicis del segle xx era de 200 individus, cent anys després la seva població arriba a més de 2.500 rinoceronts (2.200 a l'Índia i 378 al Nepal).